# Peter Machajdík
Peter Machajdík (* 1. června 1961, Bratislava) je slovenský hudební skladatel a vysokoškolský pedagog, autor komorní, filmové, orchestrální a elektronické hudby. Je nositelem Ceny Jána Levoslava Belly.

## Život
S Milanem Adamčiakem a Michalem Murínem stál Peter Machajdík koncem 80. let 20. století u zrodu souboru Transmusic comp. a Společnosti pro nekonvenční hudbu – SNEH. S Martinem Burlasem založil skupinu Vitebsk Broken a hostoval v Ospalém pohybu. Za socializmu byl dopisovatelem amerického hudebního časopisu Keyboard Magazine, měsíčníku Mezinárodní džezové federace Jazz Forum a britského periodika Crescendo International. Píše také do slovenských časopisů Hudobný život a Vlna.
Peter Machajdík je od léta 2015 hostujícím profesorem pro sound art na Fakultě umění Technické univerzity v Košicích. Je členem ochranných svazů autorských SOZA a GEMA.
Tvorba Petera Machajdíka byla prezentována v rámci mnoha významných mezinárodních festivalů: Hörgänge ve Vídni, Young Euro Classic v Berlíně, Nuovi Spazi Musicali v Římě, Early Music Festival v Bostonu, Bratislavské hudební slavnosti, Epoche, Večery Nové hudby a Melos-Etos v Bratislavě, Inventionen v Berlíně, LakeComo Festival, Musica Nova v Sofii, Festival de Jazz et Musiques d'Aujourd'hui v Mulhouse, Review of Composers v Bělehradu, další projekty v Nizozemsku, Belgii, Dánsku, Švýcarsku, Portugalsku, Itálii, v Česku, na Slovensku, Ukrajině a v USA.
Tvorba Petera Machajdíka častokrát klade otázky o společnosti, ve které žijeme, vybízí k humánnosti a odpovědnosti, kterou by vůči sobě a světu lidé měli mít. Často je považována za jakýsi kontrapunkt k dnešní době násilí, agresivity a chamtivosti.
Pomocí tradičních tonálních a modálních technik s citlivostí pro instrumentální pestrobarevnost vytváří Machajdík ve svých dílech jedinečný a jemný svět emocionálních textur. Většina jeho děl má hypnotický charakter a je snadno rozpoznatelná. Vyznačuje se nenásilným hudebním jazykem, který nově definuje některé formy současné a dějinné hudby. Důležité místo v tvorbě Petera Machajdíka hrají témata environmentální ekologie a ochrany biodiverzity.
Důležitá díla Petera Machajdíka jsou Namah pro smyčcový orchestr a woodblock, Koncert pro dva bajany a orchestr (věnován všem těm, kteří se přičinili o odstranění 'železné opony' koncem 80. let minulého století), Wie der Wind in den Dünen (Jak vítr v dunách) pro smyčcový orchestr (skladba inspirována poezií a životním osudem bratislavského rodáka Tuviu Rübnera), smyčcové kvarteto Dúhe znovu tak blízko, oceněno v roce 2006 Cenou Jána Levoslava Belly, Nell'autunno del suo abbraccio insonne pro harfu, ... a zem sa bude tešiť (skladba oceněna na mezinárodní soutěži elektro-akustické hudby Concorso Luigi Russolo), Moria a púšte (o putování statisíců lidí z oblastí poznamenaných krveprolitím) pro smyčcové kvarteto a audio-playback, Pohnuté doby pro tympany, malý buben, velký buben a smyčcový orchestr a Za vlnami pro sólovou violu a smyčcový orchestr.
Díla Petera Machajdíka hrály orchestry jako Janáčkova filharmonie Ostrava, Symfonický orchestr Slovenského rozhlasu, Slovenský komorní orchestr Bohdana Warchala, Komorní orchestr Berg, Nordwestdeutsche Philharmonie, Státní filharmonie Košice, Agon Orchestra, Pomorská filharmonie Bydhošť, Lugansk Philharmonic, Státní komorní orchestr Žilina, varhaníci Irena Chřibková, Carson Cooman a David di Fiore, klarinetisté Guido Arbonelli a Michael Davenport, americký vokalista a bubeník David Moss, harfenistky Floraleda Sacchi, Ulrike Mattanovich, Adriana Antalová a Klára Bábel, houslista Milan Paľa, klavíristé Jordana Palovičová, Peter Henderson, Mayuko Kida, Dušan Šujan, violončelisté John Heley, Piero Salvatori, Darry Dolezal, Eugen Prochác a Jozef Lupták, Jon Anderson ze skupiny Yes, hobojista Piet Van Bockstal, zpěvačky Julie Hanson-Geist, Nao Higano a Hannah Fraser, akordeonisté Boris Lenko a Peter Katina, violisté Saša Mirković a Lubomir Mitzev a další. Machajdík spolupracoval s dirigenty Ondřejem Kukalem, Petrem Breinerem, Anu Tali, Florianem Ludwigem, Miranem Vaupotićem, Przemysławem Zychem, Gum Nanse, Karolem Kevickým, Mariánem Lejavou, Mariou Makraki, se soubory Československé komorní duo, Ensemble Metamorphosis, ARTE Quartett, Quasars Ensemble, Cluster Ensemble, Veni Ensemble, Mucha Quartet a mnoha dalšími.
Významné místo v tvorbě Petra Machajdíka zastávají i skladby napsané pro děti a mládež. Většina z nich zazněla v rámci Rajeckého hudebního jara a na různých akcích základních uměleckých škol na Slovensku i v zahraničí.
Peter Machajdík je aktivní i v oblasti multimediálních projektů, radio artu a sound artu. Jeho zvuková prostředí (sound environments) a objekty byly prezentovány v rámci New Work Festival, Calgary; Kunstforum Ostdeut. Významné místo v tvorbě Petra Machajdíka zastávají i skladby napsané pro děti a mládež. Většina z nich zazněla v rámci Rajeckého hudebního jara a na různých akcích základních uměleckých škol na Slovensku iv zahraničí.sche Galerie, Regensburg; Logos Foundation, Gent; Institut Unzeit, Berlín; De IJsbreker, Amsterdam; Kunstverein Wien; Historisches Museum, Hannover; Bremer Kunstfrühling, Bremen, Audio Art Festival v Krakově; AVE Festival, Arnhem, apod. Na Slovensku byly v úspěšně prezentovány jeho projekty 'Waters and Cages' pro Galerii města Bratislavy, 'Tolleranza' pro Kunsthalle/Halu umění v Košicích, projekt 'Hoka no haiku' v Slovenské národní galerii – Galerii Ľudovíta Fully v Ružomberoku a vícekanálová zvuková kompozice pro Hudební síň Belianské jeskyně ve Vysokých Tatrách.
Peter Machajdík spolupracuje také s choreografy (Zuzana Hajková), tanečníky (Dorothea Rust, Lucia Kašiarová, Petra Fornayová), výtvarníky (Dirk Dietrich Hennig, Gülsün Karamustafa, Viktor Hulík, Zbyněk Prokop), komponuje hudbu k filmům (Divoké Slovensko, Návrat rysov, Cesty Slovenskom a Kráľ nebies – Orol skalný režiséra Tomáše Hulíka, Altenburg – 4 Schüler gegen Stalin a pro divadlo a rozhlasové hry. Je iniciátorem a dramaturgem mezinárodního bienále zvukového umění SOUND CITY DAYS a cyklu komorních koncertů hudby 20. / 21. století Hudba u Fullu.

## Ceny
- 1989 Cena na 16. ročníku mezinárodní soutěže elektro-akustické hudby „Luigi Russolo“[5] za skladbu ...and the earth will delight, Varese, Itálie
- 1992 Artist in Residence, DAAD Berliner Künstlerprogramm[21], Berlin
- 1999 Artist in Residence, Künstlerhaus Schloß Wiepersdorf, Německo
- 2003 Artist in Residence, Künstlerhäuser Worpswede, Německo
- 2004 Artist in Residence[22], Künstlerhaus Lukas, Ahrenshoop, Německo
- 2005 Cena Jána Levoslava Belly od Hudebního fondu[23]
- 2011 Artist in Residence (International Visegrad Fund)[24], Praha
- 2013 Artist in Residence[25], Judenburg, Rakousko

## Hudba pro divadlo
- Čaj a apokalypsa [hudba ke hře Escaped Alone britské dramatičky Caryl Churchillovej v režii Eduarda Kudláče pro Slovenské národné divadlo][26] (2021)
- Niekto príde" (Nokon kjem til å komme) [hudba ke hře Jona Fosseho Nokon kjem til å komme v režii Eduarda Kudláče pro Mestské divadlo Žilina][27] (2021)
- Bezzubatá" [hudba ke hře Miklóse Forgácsa Bezzubatá v režii Eduarda Kudláče pro Mestské divadlo Žilina][28] (2019)

## Diskografie
- 1995: THE ReR QUARTERLY © QUARTERLY, ReR Volume 4 No 1 CD – ReR 0401
- 2000: POŽOŇ SENTIMENTÁL © musica slovaca SF 00252131
- 2003: NAMASTE SUITE (Guido Arbonelli) © Mnemes HCD 102
- 2008: NUOVE MUSICE PER TROMBA 6 (Ivano Ascari) © AZ 5005
- 2008: THE HEALING HEATING (R(A)DIO(CUSTICA) SELECTED) © Český rozhlas
- 2008: NAMAH[29] s hosty Jonem Andersonem, vokalistou a bubeníkem Davidem Mossem a harfenistkou Floraledou Sacchi © musica slovaca SF 00542131
- 2009: MINIMAL HARP (Floraleda Sacchi) © DECCA / Universal 476 317
- 2011: INSIDE THE TREE[30] (komorní hudba pro violončelo, harfu a elektroniku) © Amadeus Arte Catalogue No. AA11003
- 2012: ČESKOSLOVENSKÉ KOMORNÍ DUO (Dvořák / Machajdík / Schneider-Trnavský) © Český rozhlas, #CR0591-2
- 2012: A MARVELOUS LOVE – New Music for Organ (Carson Cooman hraje díla Petra Machajdíka, Patricie Van Ness, Jima Daltona, Tima Rozemu, Ala Bennera, Thomase Åberga a Harolda Stovera) © Albany Records, TROY1357
- 2012: THE IMMANENT VELVET[31] © Azyl Records, R266-0024-2-331
- 2012: TYPORNAMENTO[32] Agon Orchestra hraje skladby Petera Machajdíka, Milana Adamčiaka, Jana Jiruchy, Petra Kofroně, Martina Burlase, Ivana Achera, Mareka Piačeka a Petra Wajsara © Guerilla Records 080-2
- 2015: ELEKTRICKÁ GITARA[33],[34] © Hevhetia, HV 0070-2-331, Attila Tverďák hraje skladby pro elektrickou kytaru od Petra Machajdíka, Luciana Beria, Daniela Mateje, Boška Milakoviće, Juraje Vajó, Pavla Bizoně a Ivana Buffy
- 2018: BIRDS[35] (Finská čembalistka Elina Mustonen hraje skladby Petera Machajdíka, Francoisa Couperina, Olli Mustonena, Williama Byrda a Jean-Philipp Rameau|Jean-Philippa Rameaua) Catalogue No. © Copyright FUGA 2018, EAN: 6419369094478, FUGA9447
- 2018: FRIENDS IN COMMON TIME[36] (Díla Petera Machajdíka, Tora Brevika, Francise Kayaliho, Adrienne Albertové, Petra Kutta, Andre Capleta, Kevina W. Walkera, Alexandra Timofeeva) Catalogue No. © Copyright - Rebecca Jeffreys (700261465210)
- 2019: BOWEN-REGER-MACHAJDÍK-BRAHMS[37] (Ivan Palovič - viola a Jordana Palovičová - klavír). Díla Petera Machajdíka, Johannese Brahmse, Maxe Regera a Yorka Bowena) © Pavlík Records